# INSAT-2A
O INSAT-2A foi um satélite de comunicação e meteorológico geoestacionário indiano da série INSAT que esteve localizado na posição orbital de 74 graus de longitude leste, ele foi construído e também era operado pela Organização Indiana de Pesquisa Espacial (ISRO). O satélite foi baseado na plataforma Insat-2/-3 Bus e sua vida útil estimada era de 7 anos. O mesmo saiu de serviço em abril de 2002, após ficar fora decontrolo e foi enviado para uma órbita cemitério.

## História
O INSAT-2A juntamente com o INSAT-2B fazia parte de uma série de dois satélites construídos pela ISRO. Eram satélites multiuso para telecomunicações, transmissão de televisão e serviços meteorológicos.
Ele tinha 12 transponders operacionais em frequência normal de banda C e 6 de banda C estendidos na parte inferior. Sete dos transponders normais de banda C tinha cobertura de feixe largo e os restantes tinham coberturas zonais.
Para a meteorologia, ele apresentava um Very High Resolution Radiometer (VHRR) com resolução de 2 km na banda visível e 8 km de resolução em banda de vapor de água. Charge Coupled Device (CCD) da câmera operando no visível, faixa do infravermelho próximo e infravermelho de ondas curtas com resolução de 1 km.
O INSAT-2A desempenhou funções de comunicação para a Índia, bem como proporcionou telecomunicações domésticas de longa distância, a observação meteorológica da terra e serviços de coleta de dados, TV por satélite com transmissão direta para receptores de TVs comunitárias em áreas rurais e remotas, rádio e distribuição de programas de TV, e Ajudando com serviços via satélite de busca e resgate.

## Lançamento
O satélite foi lançado com sucesso ao espaço no dia 9 de julho de 1992, por meio de um veículo Ariane 44L lançado a partir da Base de lançamento espacial do Centro Espacial de Kourou, na Guiana Francesa, juntamente com o satélite Eutelsat II F4. Ele tinha uma massa de lançamento de 1.906 kg.

## Capacidade e cobertura
O INSAT-2A era equipado com 12 transponders em banda C, 6 transponders ext. em banda C, 2 transponders banda S, 1 Data relay transponder, 1 SAR transponder, VHRR. para prestar serviços de telecomunicação ao Subcontinente Indiano.

## Fim da missão
O satélite ficou fora de controle em abril de 2002 e foi enviado para a órbita cemitério.